# 玛蒂娜·奥布里
玛蒂娜·奥布里（法語：Martine Aubry，1950年—）是一位法国女性政治家。她从2008年11月起开始担任法国社会党第一书记，自2001年3月起担任法国里尔市市长。